# Laura Clauzel
Pour les articles homonymes, voir Clauzel.
Laura Clauzel est une artiste française. Elle est autrice-compositrice-interprète, comédienne et actrice.
En musique, après deux EP, Paria(h) (2017) et Moan (2019), elle sort son premier album, Insondable, en 2023 en collaboration avec Laurent Bardainne. Au théâtre, elle a notamment interprété des rôles dans des pièces classiques. Le 15 avril 2024, elle participe à l'hommage national rendu à Maryse Condé en présence de plusieurs personnalités dont le président de la république Emmanuel Macron en interprétant a cappella l'Hymne à l'amour d'Édith Piaf.

## Biographie

### Jeunesse et formation
Laura Clauzel se forme au cours Florent à Paris de 2005 à 2008, à la Martha Graham School of Contemporary Dance à New York en 2015 et à l'école Auvray-Nauroy,,, en parallèle d'une maitrise d'Histoire obtenue en 2007 à l'université Paris 1 Panthéon-Sorbonne,. Au cours de son cursus artistique, elle apprend notamment le chant — elle est mezzo-soprano —, le piano, la danse moderne, la comédie,.

### Carrière
Laura Clauzel commence sa carrière dans les années 2010 avec la sortie de singles, d'EP dont elle est l'autrice-compositrice-interprète (Paria(h) en 2017, Moan en 2019),, et d'une collaboration à Cabaret d'amour II, album hommage à Édith Piaf sorti en 2013. À l'occasion du centenaire de la naissance de la chanteuse le 19 décembre 2015, Laura Clauzel accompagnée du pianiste Yuta Masuda interprète son spectacle Cabaret d'amour à la grande halle de la Villette dans le cadre du festival Piaf fin 2015 et au théâtre du Gymnase Marie-Bell en avril 2016. Son EP Moan est composé avec Olivier Bostvironnois et elle y invite le percussionniste Sonny Troupé (de) et le contrebassiste américain Alex Blake.
En 2023, elle sort son premier album, Insondable, réalisé par Laurent Bardainne,,,,,.
En parallèle de ses activités musicales, elle interprète différents rôles au théâtre, notamment dans des pièces classiques comme Angelo, tyran de Padoue, Macbeth, Marie Tudor ou encore Les Héroïdes. Dans Angelo, tyran de Padoue de Victor Hugo et mis en scène par Julien Kosellek en 2013, elle y incarne Tisbe, maitresse d'Angelo, dans une interprétation classique entrecoupée de chants soul.
Elle participe au festival Les amitiés de Maryse Condé organisé par le Mucem de Marseille qui invite en 2022 la journaliste et écrivaine guadeloupéenne à échanger autour de rencontres, lectures, spectacles et concerts. À l'occasion de l'hommage national organisé le 15 avril 2024 à la bibliothèque nationale de France pour Maryse Condé décédée le 2 avril, Laura Clauzel interprète a cappella l'Hymne à l'amour d'Édith Piaf devant le président de la République Emmanuel Macron et de nombreux invités, notamment du monde de la politique, de la culture et de la Guadeloupe (Gabriel Attal, Rachida Dati, Marie Guévenoux, Firmine Richard, Christiane Taubira, Jean-Marc Ayrault, Lilian Thuram, Harry Roselmack, etc.).

### Vie privée
Outre ses activités artistiques, elle pratique également le yoga et le tennis,.
Elle parle également anglais,.

## Discographie

### Albums
- 2013 : Cabaret d'amour II[8]
- 2023 : Insondable[6],[7],[8],[11]

### EP
- 2017 : Paria(h)[6],[7],[1]
- 2019 : Moan[6],[7],[1]

### Singles
- The Awakening[6]
- 2017 : You and me[7]
- 2023 : Étincelles[6],[7]
- 2020 : Won't you remember[6],[7]

## Filmographie

### Courts métrages
- 2011 : Ô solitude de Fanny Pelinq[16]
- 2016 : Réflexe de Mathilde Buy : Carolina[17],[18]
- 2016 : 216 mois de Frédéric et Valentin Potier : la fille du page[17],[19]

### Longs métrages
- 2019 : Yves de Benoît Forgeard : une invitée au bar de glace[17],[20]

## Télévision
- 2011 : Braquo (1 épisode)[17],[21]
- 2022 : Secrets d'Histoire (1 épisode) : Louise de Savoie[17],[22]

## Théâtre

### Comme comédienne
- 2013 : Cine in corpore de Guillaume Clayssen[8]
- 2013 : Léonce et Léna de Georg Büchner, mise en scène d'Eram Sobhani[8]
- 2013 : Angelo, tyran de Padoue de Victor Hugo, mise en scène de Julien Kosellek : Tisbe[8],[13]
- 2014 : Push up de Roland Schimmelpfennig, mise en scène de Julien Kosellek[8]
- 2016 : Noce de Jean-Luc Lagarce, mise en scène de Pierre Notte[8]
- 2018 : Yvonne, princesse de Bourgogne de Witold Gombrowicz, mise en scène de Clémence Labatut[8]
- 2019 : Adriana d'Amin Maalouf, mise en scène de Julien Kosellek[8]
- 2019 : Macbeth de William Shakespeare, mise en scène de Julien Kosellek[8]
- 2019 : Marie Tudor de Victor Hugo, mise en scène de Clémence Labatut[8]
- 2023 : Les Héroïdes d'Ovide, mise en scène de Flavia Lorenzi[8]

### Comme lectrice
- 2013 : Manifestes, chao(s)péra[8]

### Composition, arrangement
- 2019 : Macbeth de William Shakespeare, mise en scène de Julien Kosellek[8]

## Distinctions
- 2019 : « meilleur clip de fiction » des Independent Music Awards de New York pour le clip Golden Boy[23]